# Hans Groh
Hans Groh (* 13. September 1809 in Eubach; † 15. Oktober 1874 ebenda) war ein deutscher Bürgermeister und Mitglied der Zweiten Kammer der Kurhessischen Ständeversammlung.

## Leben
Hans Groh bekleidete in seiner Heimatgemeinde Eubach das Amt des Bürgermeisters und erhielt 1855 in dieser Funktion ein Mandat für die Zweite Kammer des 15. kurhessischen Landtags. 
Dieser war nach den Unruhen im Jahr 1830 zum Zweck der Beratung und Verabschiedung einer Verfassung gebildet worden und hatte bis 1866 Bestand, als das Land Hessen durch Preußen annektiert wurde. 
Groh blieb bis 1861 Abgeordneter, gewählt im Wahlkreis Melsungen-Rotenburg-Land.